# Opisthocoelicaudia
Opisthocoelicaudia is een geslacht van uitgestorven plantenetende sauropode dinosauriërs, behorend tot de groep van de Titanosauria, dat tijdens het Laat-Krijt leefde in het gebied van het huidige Mongolië. De enige benoemde soort is Opisthocoelicaudia skarzynskii.

## Vondst en naamgeving
Op 10 juni 1965 vond tijdens een Pools-Mongoolse expeditie naar de Gobiwoestijn de Poolse geoloog Riszard Gradziński in de provincie Ömnögovĭ het skelet van een sauropode. Het werd tussen 25 juni en 7 juli opgegraven. De locatie lag op een hoog rotsplateau tussen diepe kloven en de twaalf ton aan botten moest via sleden gemaakt van benzineblikken een halve kilometer versleept worden naar een positie waar de fossielen door een vrachtauto opgepikt konden worden.
In 1977 werd de soort benoemd en beschreven door Maria Magdalena Borsuk-Bialynicka. De geslachtsnaam combineert het Klassiek Griekse ὄπισθε, opisthe, 'van achteren' en κοῖλος, koilos, 'hol', met het Latijnse cauda, 'staart', een verwijzing naar de vorm van de staartwervels. De soortaanduiding eert Wojciech Skarżyński, de preparateur van het skelet.

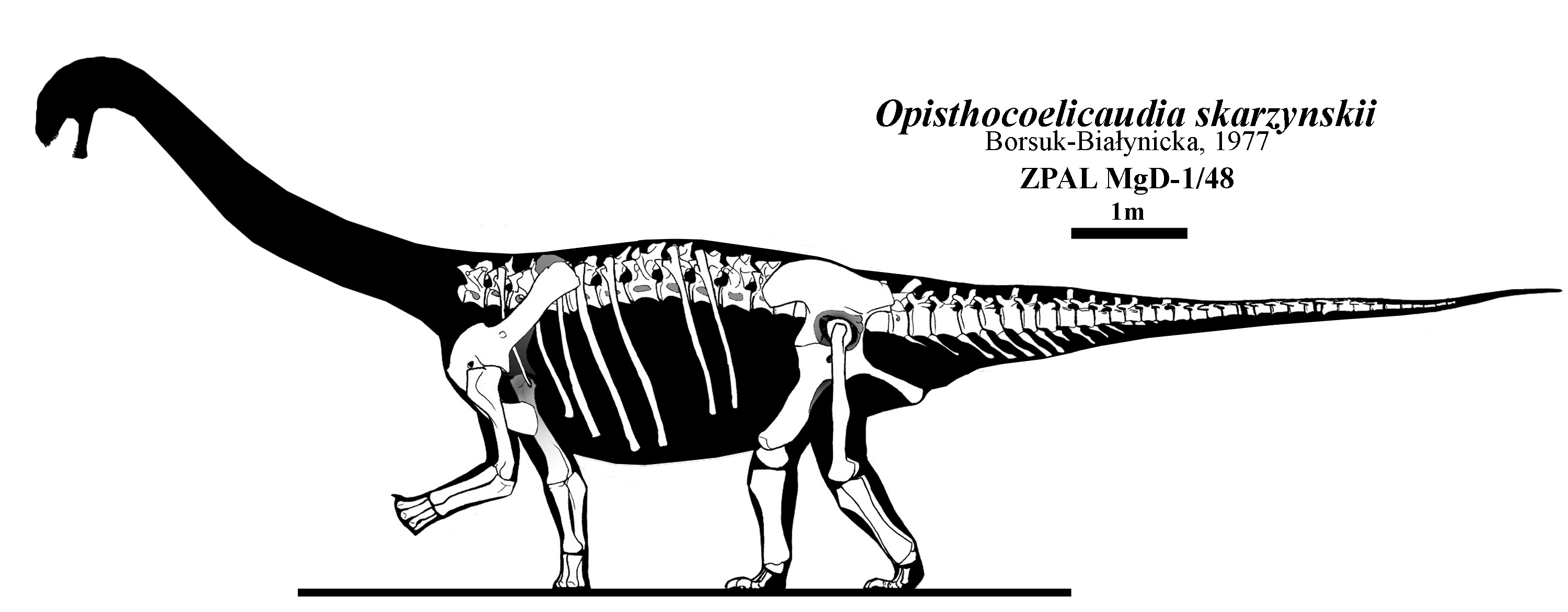
Een diagram van het holotype door Jaime Headden

Het holotype ZPAL MgD-I/48 is op de vindplaats Altan Ula IV opgegraven in lagen van de bovenste Nemegtformatie die stammen uit het Campanien-Maastrichtien, ongeveer 70 miljoen jaar oud. Het bestaat uit een gedeeltelijk skelet waaraan schedel en nek ontbreken. In 2009 werd de vindplaats opnieuw gelokaliseerd maar er werden geen aanvullende botten aangetroffen.
Andere specimina zijn ZPAL MgD-I/2Sc, een ravenbeksbeen van een jong dier, en MPD 100/406, een staart.
Uit dezelfde lagen is in 1971 de sauropode Nemegtosaurus beschreven, die alleen van een schedel bekend was. Het is gesuggereerd dat Opisthocoelicaudia een jonger synoniem is van deze soort. Daar er geen overlappend materiaal was, kon dit echter niet worden vastgesteld. In 2017 werd overlappend postcraniaal materiaal van Nemegtosaurus gemeld dat niet vaststelbaar afweek van dat van Opisthocoelicaudia. Dit versterkte het vermoeden.

## Beschrijving
Opisthocoelicaudia is een vrij kleine sauropode. Gregory S. Paul schatte in 1997 de lengte op 11,3 meter, het gewicht op 8,4 ton; in 2010 op ruim dertien meter en 8,5 ton. Hij neemt aan dat het gevonden exemplaar nog lang niet volgroeid was. Het dier staat laag op de poten maar is zwaargebouwd met vooral massieve onderste ledematen en bekken; deze kenmerken zijn moeilijk anders te verklaren dan als een aanpassing aan gigantisme bij de volwassen dieren. De staart is erg kort; Borsuk-Bialynicka dacht dat dit een aanpassing was om zich op de achterpoten te verheffen met de staart als steun.

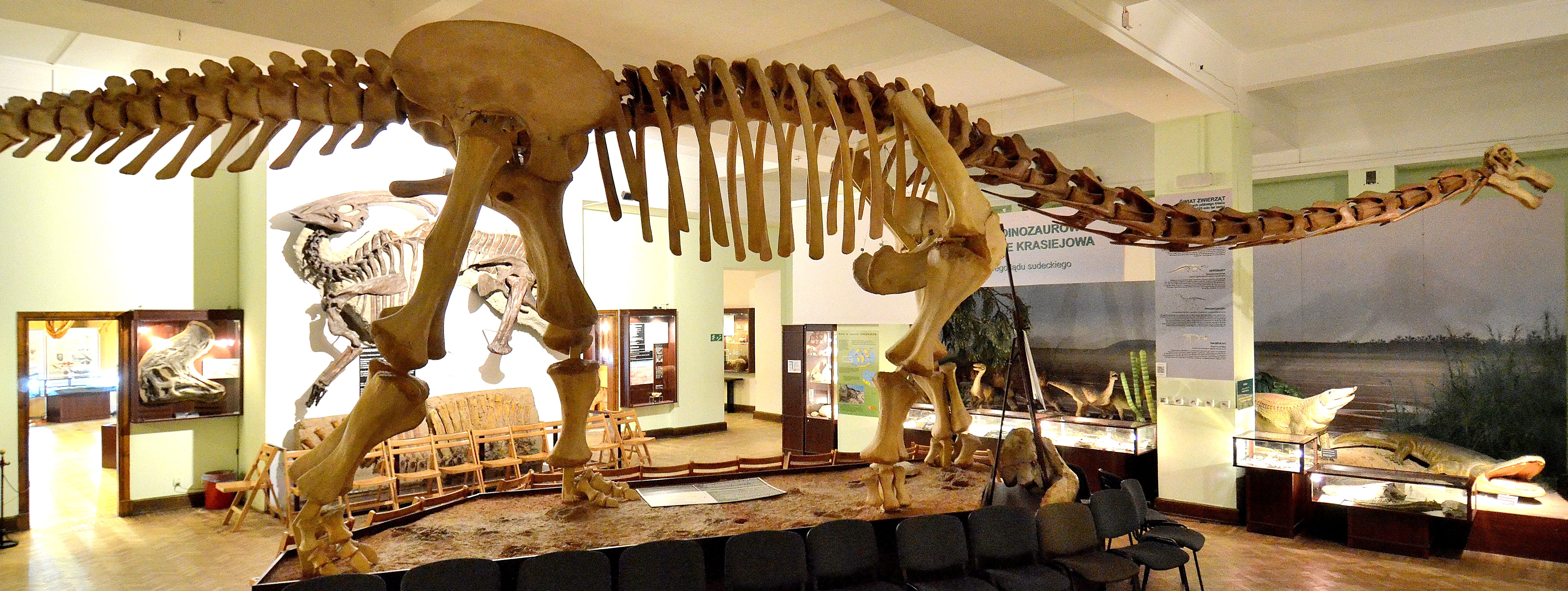
Skeletmodel met hypothetische nek en schedel

In 1977 werd een eenvoudige beschrijvende diagnose opgesteld. De ruggenwervels zijn niet erg uitgehold. De doornuitsteeksels van de ruggenwervels zijn gevorkt en laag; ze hellen naar achteren tot over de postzygapofysen, de achterste werveluitsteeksels. Er zijn zes sacrale wervels. De doornuitsteeksels van de sacrale wervels zijn laag. De achterste sacrale wervels is vergroeid met het zitbeen. De ongeveer vijfendertig staartwervels hebben geen zijdelingse uithollingen, pleurocoelen. Hun zijuitsteeksels zijn eenvoudig van structuur en hun chevrons zijn niet gevorkt. Na de negentiende staartwervel ontbreken de chevrons. De achterste staartwervels zijn opisthocoel: hol van achteren en bol van voren. Het schouderblad is aan het bovenste uiteinde weinig verbreed. Het ravenbeksbeen is vierkant van vorm. Het opperarmbeen heeft met één meter tweeënzeventig procent van de lengte van het dijbeen. De polsbeenderen en de vingers zijn volledig gereduceerd, zodat het dier direct op de middenhandsbeenderen loopt. De darmbeenderen wijken vooraan sterk uiteen. Het zitbeen is kort, met twee derden van de lengte van het schaambeen, maar maakt een groot deel uit van het heupgewricht. Het schaambeen heeft een voorste opstaande rand voor de aanhechting van de Musculus ambiens. De achterpoten zijn een derde langer dan de voorpoten. Het calcaneum ontbreekt; het sprongbeen is klein. De formule van de teenkootjes is 2-2-2-1-?.
De meeste van de bovenstaande kenmerken zijn echter niet uniek in het licht van de herziene verwantschappen van de soort. Paul Upchurch gaf in 2004 een aantal onderscheidende eigenschappen: de ruggenwervels en sacrale wervels zijn onderaan uitgehold maar hebben een kiel; ook de voorste staartwervels zijn opisthocoel; de zitbeenderen en schaambeenderen zijn volledig van voor naar achteren vergroeid en sluiten zo de onderkant van het bekken.

## Fylogenie
Borsuk-Bialynicka plaatste Opisthocoelicaudia in 1977 in de Camarasauridae; dat was een argument om geen identiteit met Nemegtosaurus te veronderstellen. Moderne exacte analyses echter geven een positie in de Titanosauridae. Opistocoelicaudia is zelfs per definitie een lid van de titanosaurische Saltasauridae. Een nauwe verwantschap met Saltasaurus spreekt overigens nog altijd tegen een identiteit met Nemegtosaurus. Mocht die achteraf uit nieuwe vondsten desalniettemin blijken te bestaan, zou dat de fylogenie van de titanosauriden flink overhoop gooien.
Omstreden is welke precieze positie het dier in de Saltasauridae inneemt. Sommige analyses wijzen op een nauwe verwantschap met de Noord-Amerikaanse Alamosaurus binnen een eigen Opisthocoelicaudiinae. Bij andere zijn Opisthocoelicaudia opeenvolgende afsplitsingen van de stam richting Saltasaurinae. De volgende kladogrammen geven deze alternatieven weer:
|  | Opisthocoelicaudia |
|  |                    |
|  | Alamosaurus        |
|  |                    |

|  | Neuquensaurus |
|  |               |
|  | Saltasaurus   |
|  |               |

|  | Opisthocoelicaudia |
|  |                    |
|  | Alamosaurus        |
|  |                    |

|  | Neuquensaurus |
|  |               |
|  | Saltasaurus   |
|  |               |

|  | Opisthocoelicaudia |
|  |                    |
|  | Alamosaurus        |
|  |                    |

|  | Neuquensaurus |
|  |               |
|  | Saltasaurus   |
|  |               |

|  | Opisthocoelicaudia |
|  |                    |
|  | Alamosaurus        |
|  |                    |

|  | Neuquensaurus |
|  |               |
|  | Saltasaurus   |
|  |               |

|               | Alamosaurus                                                   |
|               |                                                               |
| Saltasaurinae | \| \| Neuquensaurus \| \| \| \| \| \| Saltasaurus \| \| \| \| |
|               | \| \| Neuquensaurus \| \| \| \| \| \| Saltasaurus \| \| \| \| |
|               | Neuquensaurus                                                 |
|               |                                                               |
|               | Saltasaurus                                                   |
|               |                                                               |

|  | Neuquensaurus |
|  |               |
|  | Saltasaurus   |
|  |               |

|               | Alamosaurus                                                   |
|               |                                                               |
| Saltasaurinae | \| \| Neuquensaurus \| \| \| \| \| \| Saltasaurus \| \| \| \| |
|               | \| \| Neuquensaurus \| \| \| \| \| \| Saltasaurus \| \| \| \| |
|               | Neuquensaurus                                                 |
|               |                                                               |
|               | Saltasaurus                                                   |
|               |                                                               |

|  | Neuquensaurus |
|  |               |
|  | Saltasaurus   |
|  |               |

|               | Alamosaurus                                                   |
|               |                                                               |
| Saltasaurinae | \| \| Neuquensaurus \| \| \| \| \| \| Saltasaurus \| \| \| \| |
|               | \| \| Neuquensaurus \| \| \| \| \| \| Saltasaurus \| \| \| \| |
|               | Neuquensaurus                                                 |
|               |                                                               |
|               | Saltasaurus                                                   |
|               |                                                               |

|  | Neuquensaurus |
|  |               |
|  | Saltasaurus   |
|  |               |

|               | Alamosaurus                                                   |
|               |                                                               |
| Saltasaurinae | \| \| Neuquensaurus \| \| \| \| \| \| Saltasaurus \| \| \| \| |
|               | \| \| Neuquensaurus \| \| \| \| \| \| Saltasaurus \| \| \| \| |
|               | Neuquensaurus                                                 |
|               |                                                               |
|               | Saltasaurus                                                   |
|               |                                                               |

|  | Neuquensaurus |
|  |               |
|  | Saltasaurus   |
|  |               |